# Football Club Matera
El Football Club Matera es un club de fútbol de Italia, con sede en Matera, en Basilicata. Fue fundado en 1933 y refundado en varias ocasiones. Compite en la Serie D, cuarta categoría del fútbol italiano.

## Historia
En 1933 fue fundado el Unione Sportiva Matera, que lucía un uniforme granate y fue inscrito en el campeonato pullés de Terza Divisione. En 1958 el club desapareció por problemas financieros y otro club de la ciudad, el Libertas Matera, se convirtió en el primer club de Matera. En la temporada 1936-64 tomó el nombre Foot Ball Club Matera. En 1988 se fusionó con el Pro Matera y adoptó la denominación Pro Matera Sport.
En el 2012 una nueva entidad, el A.S.D. Matera Calcio, se inscribió en la Serie D luego de que adquirieran los derechos deportivos del USD Irsinese Calcio Matera, ubicado en Irsina, y adoptaron el nombre del equipo histórico de la ciudad. En el 2014 el club adoptó el nombre de Società Sportiva Matera Calcio.

## Palmarés

### Torneos interregionales
- Serie C1 (1): 1978-79 (Grupo B)
- Serie D (3): 1967-68 (Grupo G), 1975-76 (Grupo H), 2013-14 (Grupo H)
- Campionato Interregionale (1): 1990-91 (Grupo M)
- Trofeo Jacinto (1): 1990-91
- Copa Italia de la Serie D (1): 2009-10

### Torneos regionales
- Eccellenza Basilicata (2): 1999-00, 2021-22
- Promozione Basilicata (1). 1952-53
- Prima Categoria Basilicata (2): 1961-62 (Grupo B), 1964-65 (Grupo B)
- Seconda Categoria Basilicata (1): 2019-20 (Grupo B)